# Stephanusstift (Gernrode)

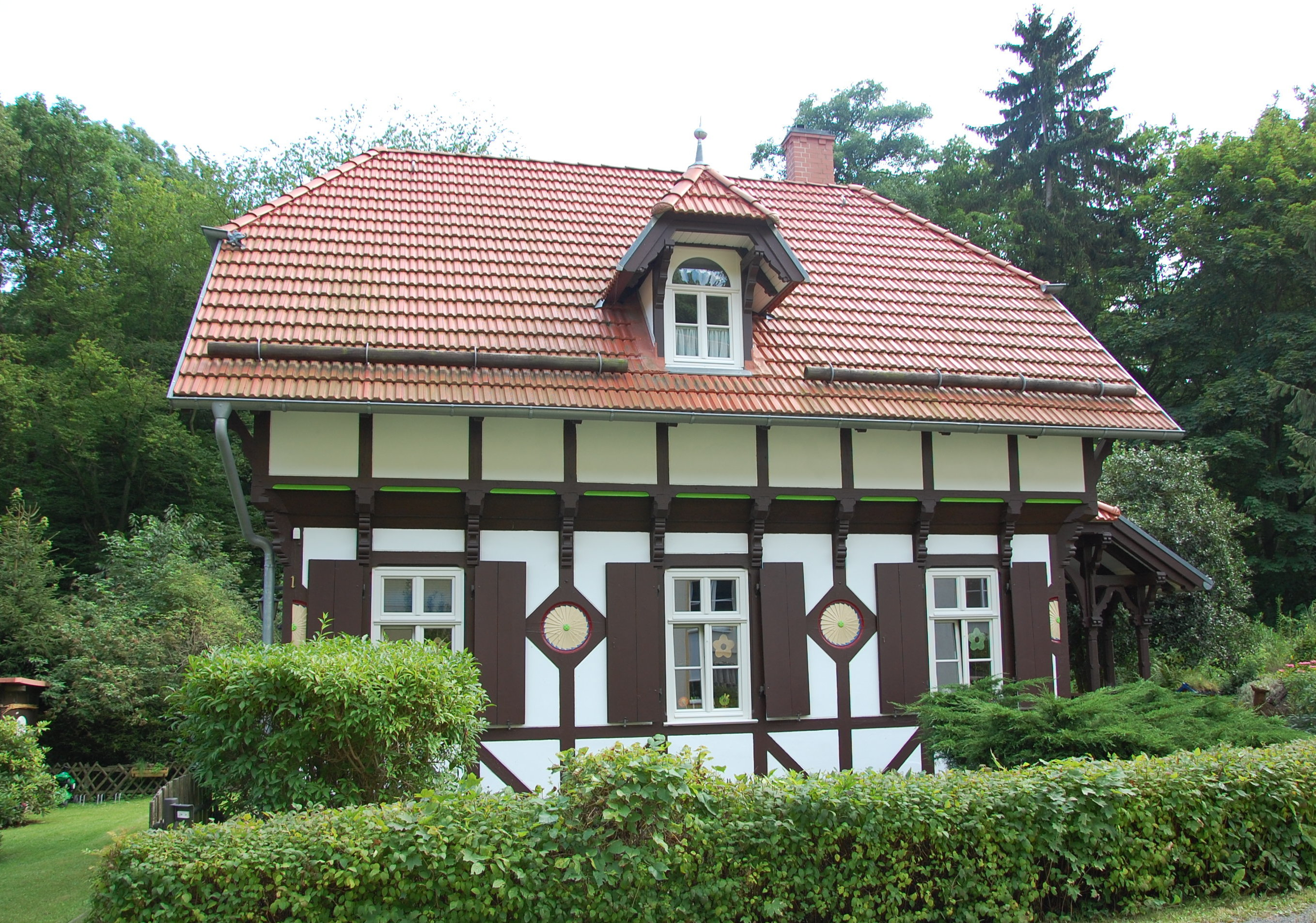
Verwaltungsgebäude

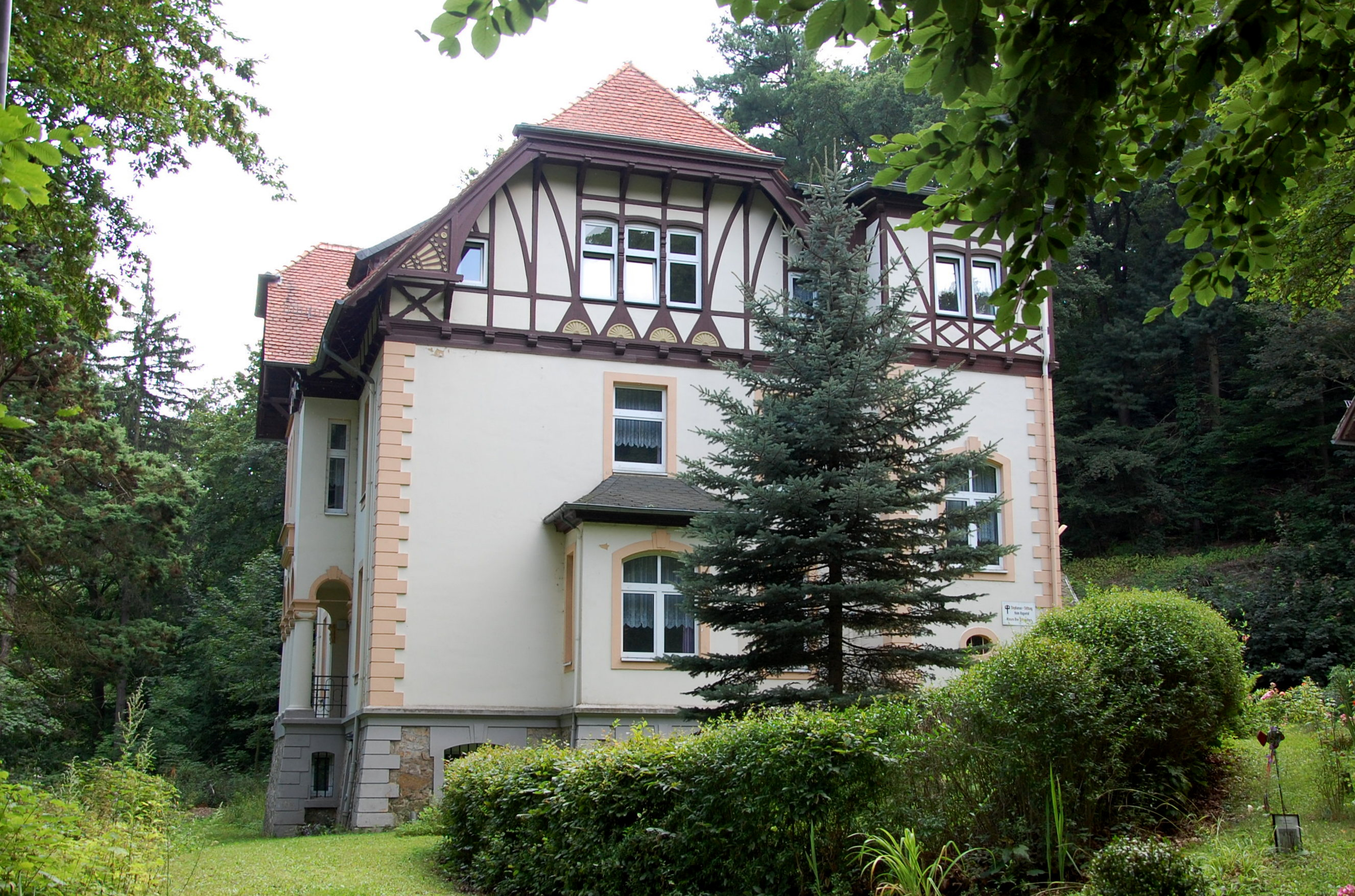
Haus Bergfrieden

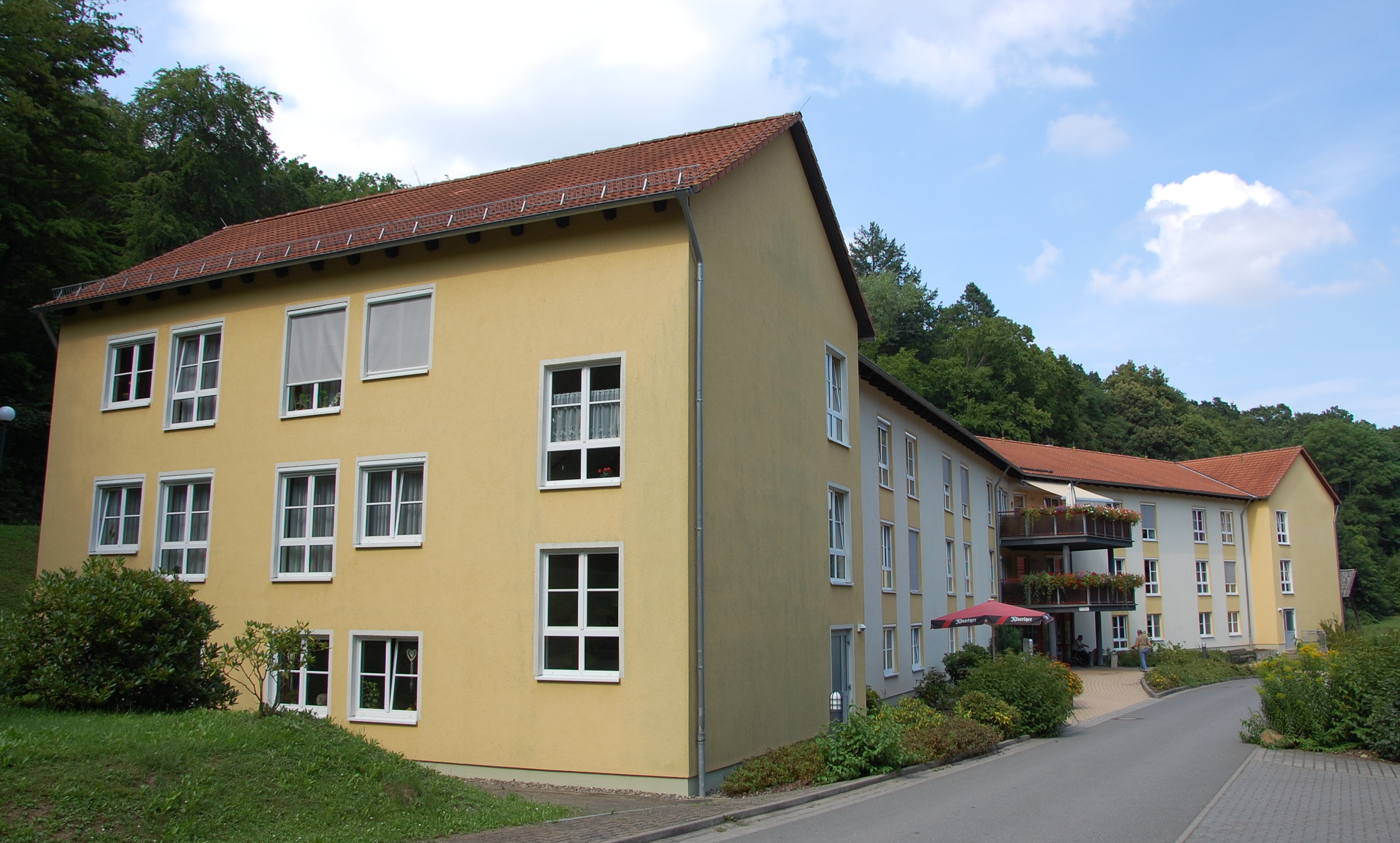
Neubau des Jahres 1998

Das Stephanusstift ist ein denkmalgeschütztes Gebäudeensemble in dem zur Stadt Quedlinburg in Sachsen-Anhalt gehörenden Ortsteil Stadt Gernrode. Die historischen Gebäude sind nur zum Teil erhalten. Das Anwesen wird heute als Seniorenheim genutzt.

## Lage
Es befindet sich westlich der Gernröder Altstadt am linken Ufer des Hagentalbachs an der Adresse Hagental 12–16 und ist im örtlichen Denkmalverzeichnis als Sanatorium eingetragen. 

## Architektur und Geschichte
Die Gebäude entstanden in der Zeit zwischen 1880 und 1900 im Stil der Harzer Landhausarchitektur. Im Jahr 1880 erfolgte der Beschluss Statuten der Gesellschaft Hagental. Präsident war Herr von Scheele.

### Haus Hagental
Markant war das nicht erhaltene, schlossartige Haus Hagental. Der dreieinhalbgeschossige, langgezogene Bau befand sich im Ostteil des Geländes, östlich des 1998 errichteten neuen Seniorenheims. Das Gebäude war durch einen Mittelrisaliten und zwei Seitenrisalite gegliedert. Vor dem Erdgeschoss befand sich ein Wandelgang. Dem ersten Obergeschoss war ein die gesamte Gebäudebreite, mit Ausnahme des Mittelrisaliten, einnehmender Balkon. Es wurde 1880 als Logierhaus errichtet und diente dann ab 1883 als Töchterpensionat. Von 1914 bis zum 30. Dezember 1918 diente Haus Hagental als Reservelazarett mit 125 Betten, danach wieder als Töchter-Erziehungsheim und Haushaltsschule. 1943 wurde wieder ein Reservelazarett eingerichtet. In den Nebengebäuden wurden Büros des Rüstungsbetriebs Junkers eingerichtet. Von 1945 bis 1948 waren 52 Flüchtlingsfamilien untergebracht. Das Anwesen gehörte der Mathilde-Zimmer-Stiftung. Im Jahr 1948 wurde es an die Evangelische Kirche übergeben. 1954 erfolgte eine Übernahme durch die Stephanusstiftung, die das Anwesen als Alten- und Pflegeheim betrieb. Nach der politischen Wende des Jahres 1989 erfolgte eine Sanierung. Es stand dann jedoch nach dem Neubau des Heims ab 1998 leer und wurde am 6. September 2009 abgerissen. Eine an der Südseite des Hauses befindliche Grundmauer blieb erhalten und ist heute in das parkartige Gelände integriert.

### Haus Bergfrieden
Erhalten ist das im westlichen Teil der Anlage gelegene Haus Bergfrieden (Hagental 18). Es entstand im Stil des Historismus mit Anklängen des Jugendstils, wobei insbesondere Formen der Renaissance und des Barock zitiert werden. Der ursprünglich als Villa Koserow bezeichnete zweieinhalbgeschossige, verputzte Bau wurde in massiver Bauweise errichtet und ruht auf einem Souterrain. Giebel und Drempel sind hingegen in Fachwerkbauweise gebaut. Der Hauseingang ist über eine Freitreppe zu erreichen und ist in einem mit Säulen versehenen Mittelrisaliten angeordnet.

### Verwaltungsgebäude
Südlich des Anfang 1998 neu errichteten Seniorenheims befindet sich das als Fachwerkhaus ausgeführte Verwaltungsgebäude. Das Fachwerk ist unter anderem mit Knaggen und Rosetten verziert. Das Gebäude ist eineinhalbgeschossig und von einem Krüppelwalmdach bedeckt.

### Haus Waldfrieden
Das Haus Waldfrieden präsentierte sich im Stil der für die Region typischen Pensionsbauten. Dem in massiver Bauweise errichteten Gebäude war eine aus Holz gefertigte Balkonkonstruktion vorgesetzt. Darüber hinaus bestand ein Kutscherhaus. Es hatte einen Fachwerkgiebel und war in Teilen verputzt. 
Das Haus Waldfrieden wurde ab 1883 als staatlich anerkannte Frauenschule, später als Töchterheim genutzt. Ab 1954 wurde es ebenfalls als Altersheim genutzt. Es wurde 1998 abgerissen und wich dem Neubau des mit 60 Betten ausgestatteten Altenpflegeheims Stephanusstiftung.

### Fortführung als Altersheim
Nach der politischen Wende wurde die Anlage als Alten- und Pflegeheim Hagental weiter durch die Stephanusstiftung Berlin geführt. Die Leitung erfolgte durch das Ehepaar Kirchner, die nach 10 Jahren am 22. Mai 2002 die Aufgabe beendeten. Die Anlage wurde von der Stiftung Neinstedter Anstalten übernommen. Neuer Heimleiter wurde der Diakon Oswald.